# 梁榘
梁榘（15世紀—16世紀），字汝方，號恆齋，河南開封府睢州柘城縣人，明朝政治人物。

## 生平
梁榘是弘治八年（1495年）乙卯科河南鄉試第四十一名舉人，授元城教諭，身先士卒教育士子，十四年（1501年）任陝西鄉試同考官稱得士，十七年（1504年）改任吳江教諭，教法如在元城一樣，廉潔不受諸生餽贈，訓導方文敏有心疾，遇上長官總會漫罵侮辱，唯獨看見梁榘卻敬愛有加。正德三年（1508年）陞太僕寺丞巡視北直隸山東馬政，吳江老幼前往送別：「可以讓先生成為我們父母官嗎？」其後，考績稱最得敕令賜與父親同樣官職。
正德十一年（1516年）出為臨洮知府，臨洮地處邊境，人風勁悍，遇上旱荒他齋戒沐浴祈禱，三日後即下大雨，仍然發放糧食賑濟救活不少人民，夏天蝗蟲食田禾，他寫下引咎文後蝗蟲很快死去，當年麥子兩造成豐年，河州人民馬友才誣陷馬明等九人為盜賊，上級讓他審判，他遲疑不忍判決，馬友才不久自首正法，九人皆生存，狄道人民任傑被侯堂劫殺，他虔誠向城隍祠祈禱，五日後侯堂敗露抵罪而死。臨洮素產褐布，大官總來索取，他拒絕道：「寧可取罪權勢，不忍剝削我民也。」以病致仕，人民他立下生祠，他為人孝友恭儉而曠達，為政平恕，又喜歡交遊，身邊沒有多與財產，逝世後入祀鄉賢祠。

## 引用
1. 1 2  光緒《柘城縣志·卷三·人物志》：梁榘，字汝方，號恆齋，曾祖濟川，洪武初以人才薦辟不就；祖安日照縣丞有惠愛及民；父偉成化辛丑進士……榘夙負英姿，復聞庭訓，中宏治乙卯鄉舉，授元城縣教諭，以身率人，辛酉陝西聘典文衡稱得士，甲子改吳江縣學正，教如元城，正德戊辰行取陞太僕寺丞，巡北直隸山東馬政，考最敕賜父如其官，丙子陞陝西臨洮府知府，地控邊郵，其人勁悍質木，兼旱荒多餓殍，榘齋沐懇禱，越三日雨霑足，仍發粟賑濟所，全活甚眾，夏蝗食田禾，自制文引咎，蝗尋斃，麥秀兩歧更大有年。河州民馬友才誣執馬明等九人為盜獄，上讞榘遲疑不忍決，友才尋自首論如法，九人皆生，狄道民任傑被侯堂劫殺，虔誠禱城隍祠，越五日堂敗露抵死，其誠心決獄如此。洮素產褐，大僚之索取者道路相望，公獨不應曰：「寧可取罪權勢，不忍剝削我民也。」期年政化大行，尋以病請致仕，士民立生祠俎豆之，榘孝友恭儉，風度簡曠，遇事即剖決，用法務平恕，喜交遊篤，故舊父子繼宦者四十年田廬無所增益，囊無遺財，其廉可知也，傳四世篤生和嬪，人咸以為清白之報云，祀鄉賢。
2. ↑  民國《吳江縣志·卷二十二·名宦一》：梁榘，柘城人，弘治中舉人，署吳江教諭，為人嚴重廉潔，諸生餽遺悉謝不受，有憐其不給者強之乃受，訓導方某有心疾，遇長官輒詈辱之，手搏生徒以為常，獨見榘愛敬如父，端坐不言有所鉤取，惟恐其知也，未幾被召，臨行邑中老幼奔送，曰：「安得假公為吾民父母乎？」仕終臨洮知府。 參獻集
3. ↑  光緒《蘇州府志·卷七十三·名宦六》：梁矩【榘】，柘城人，弘治中舉人，署吳江學教諭，為人嚴重，諸生饋遺多不受，至不能自給，訓導方文敏有心疾，遇長官輒詈辱之，獨見矩【榘】愛敬有加，未幾被召，邑中老幼奔送，曰：「安得假公為吾民父母乎？」任終臨洮知府。 《松陵文獻》